# Poline Harbali
 (août 2017).
Poline Harbali est une artiste visuelle française d'origine syrienne, née en 1988 à La Rochelle. 
Son travail explore les relations qu'entretiennent bouleversements géopolitiques et histoire familiale intime, en abordant les problématiques liées à la féminité, la guerre, l'immigration et l'exil à échelle intime,,. Elle a remporté le Life Framer Award pour sa série Le Damas des autres, en avril 2017.

## Biographie
Poline Harbali est née en 1988 à La Rochelle. Après des études de philosophie menées entre les universités de Nantes, de Montréal et de Barcelone lors desquelles elle développe un petit essai non publié autour de la problématique Peut-on avoir une jouissance esthétique du dégout ?, Poline Harbali se rend à Paris pour suivre une formation en arts appliqués à l'Institut supérieur des arts appliqués de Paris (LISAA).
Elle définit son travail principalement comme étant d'ordre existentiel, puisqu'elle commence ses recherches plastiques lorsque la guerre civile se déclenche en Syrie. L'accès à sa famille paternelle devient compliqué autrement qu'à travers l'utilisation des réseaux sociaux, qu'elle utilise notamment dans son travail Le Damas des autres, exposé en 2017 au Cent-Quatre à Paris et au Centre photographique de Fontfreyde. Elle confie à Rickovia Leung lors d'un entretien, aimer le processus de recherches plastiques et d'expérimentations plus que les œuvres finies. Elle s'exprime aussi sur la nécessité de créer des objets « extérieurs » à elle-même afin de se débarrasser de certaines choses, ou sensations. 

## Œuvre
En travaillant le textile, la porcelaine, les impressions photographiques sur matières diverses et la broderie, elle ré-introduit l'utilisation de techniques traditionnelles artisanales dans un nouveau contexte, contemporain, pour en questionner les mutations actuelles, comme l'explique la critique d'art Rickovia Leung dans son entretien avec elle.
Son travail est relayé par de nombreux médias parmi lesquels L'Obs, France Inter, The Eyes, Radio Nova, l'œil de la photographie ou encore le magazine lesbien Well Well Well.
Son travail a donné lieu à deux expositions personnelles : Un être habite le sous sol sauvage de la nature féminine à la galerie Territori à Paris et Coutures de guerre à la Fonderie du XIe. Elle a également exposé pour la JABAL, section jeunes artistes de la Beirut Art Fair.
Elle travaille également comme illustratrice pour le quotidien Le Monde,,.

## Expositions (sélections)
- Le Damas des autres, Songzhuang photo biennale, Czech China Contemporary Museum, Pékin, Chine
- Le Damas des autres, Musée Benaki, Athènes, Grèce
- Le Damas des autres, Centre photographique de Fontfreyde, Clermont-Ferrand, festival Circulation(s), France
- Le Damas des autres, Cent-Quatre, Paris dans le cadre du festival de photographie européenne Circulation(s), France
- JABAL Art Fair, section jeunesse de la Beirut Art Fair, Beyrouth, Liban
- Jeunes artistes originaires du Proche-Orient, Galerie Sophie Lanoë, Paris, France
- The Eyes collection, Galerie Intervalle, Paris, France
- Un être habite le sous-sol sauvage de la nature féminine, Galerie Territori, Paris, France

## Récompenses
- Life Framer Award, pour Le Damas des autres, 2017